# Acletoxenus indicus
Acletoxenus indicus är en tvåvingeart som beskrevs av Malloch 1929. Acletoxenus indicus ingår i släktet Acletoxenus och familjen daggflugor. Inga underarter finns listade i Catalogue of Life.